# Lasiocercis semiarcuata
Lasiocercis semiarcuata là một loài bọ cánh cứng trong họ Cerambycidae.